# Amedeo Zambon
Amedeo Zambon (Fontane (Villorba), 19 luglio 1934 – Milano, 28 febbraio 2000) è stato un tenore italiano.

## Biografia
Amedeo Zambon è stato un tenore del più classico repertorio del romanticismo italiano.
Esordisce nel 1960 a Roma e dopo la vittoria del concorso di Busseto canta nel 1961 al teatro La Fenice di Venezia. Nel 1962 canta la parte del pescatore del Guglielmo Tell di Rossini (con Tito Gobbi protagonista). Debutta in un ruolo principale a settembre dello stesso anno al teatro Eliseo di Roma con La bohème, e poco dopo a Fermo e Jesi in Madama Butterfly, fu vincitore di alcuni concorsi di canto tra cui quello di Parma.
Ottiene un contratto di tre mesi per cantare all'opera di Istanbul, in Turchia, e ci rimarrà per tre anni debuttando diverse opere che poi manterrà in repertorio per tutta la carriera, Cavalleria rusticana, Turandot, Tosca, Aida, Carmen per un numero considerevole di circa 200 rappresentazioni tra titoli operistici e concerti di canto.
Torna in Italia alla fine del 1965 a Palermo per cantare Ernani e successivamente la fanciulla del West, a Napoli debutta in Pagliacci e Andrea Chenier, e alla fine del 1966 Adriana Lecouvreur (con il soprano Leyla Gencer), l'anno successivo è a Seattle in Turandot resa celebre poiché il famoso e anziano tenore (81 anni) Giovanni Martinelli canterà la parte dell'imperatore Altoum in un sporadico ritorno alle scene.
Assieme a Gabriella Tucci  è Radames in Aida al teatro Bellini di Catania,  debutta in arena di Verona in Andrea Chenier a fianco di Orianna Santunione e Giangiacomo Guelfi con la direzione di Oliviero De Fabritiis.
A Treviso è Mario Cavaradossi in Tosca, nel 1968 torna a Catania per debuttare la Wally di Alfredo Catalani, opera di cui sarà uno dei maggiori e migliore interprete del ruolo di Giuseppe Hagenbach, nel 4° atto il tenore ha una difficile aria che Amedeo Zambon esegue rigorosamente in tono.
Successivo debutto alla Scala di Milano con Turandot, il 1969 è un anno importante, alla Carnegie Hall di New York è partner di Montserrat Caballè ne La straniera di Vincenzo Bellini, e autentico salvatore della patria all'inaugurazione turbolenta del Maggio Musicale Fiorentino con l'Aida di Verdi in sostituzione di un collega.
Debutta ne Il trovatore a Città del Messico, e ritorna in Aida a Dallas in celebri recite con Elena Souliotis e Shirley Verrett e la direzione di Nicola Rescigno.
Tornato alla Scala di Milano per cantare due ruoli ne l'Ulisse di Luigi Dallapiccola e tre recite di Pagliacci, intervallati da Ernani a Lisbona e Aida a Bruxelles, in estate sarà alle Terme di Caracalla per Aida che poi eseguirà in diverse stagioni a seguire.
Alla fine del 1970 torna alla Fenice di Venezia per cantare l'opera di Saverio Mercadante Le due illustri rivali e ad inizio 1971 alla Scala di Milano la Kovàntscina di Mussorgskij nel ruolo del principe Andrej Kovànski, in quest'anno sono da segnalare ude importanti produzioni al San Carlo di Napoli di Cavalleria rusticana con Leyla Gencer e Tosca con Elena Suliotis e Gian Giacomo Guelfi.
Il 1972 sono, oltre alle tante Aida e Trovatore, da segnalare Carmen con Viorica Cortez all'arena Flegrea di Napoli e la Wally a Bergamo con Magda Olivero, e la registrazione negli studi RAI de La cena delle beffe di Umberto Giordano, nel ruolo di Giannetto Malespini.
L'anno successivo ancora con Wally a Trieste con a fianco Raina Kabaivanska, i mesi seguenti è un susseguirsi di recite di Trovatore, Aida, Turandot e Andrea Chenier, tuttavia nel 1974 ancora per la RAI registra un'edizione di Siberia di Giordano, nel ruolo di Vassili, edizione ritenuta di riferimento per la magnifica interpretazione anche dei co-interpreti del cast.
In quest'anno Amedeo Zambon canterà Turandot  a Catania con Hana Janku, a Torre del lago con Danica Mastilovic, a Treviso con Emma Renzi, a Vienna e Caracalla sarà interprete di Aida e al teatro dell'opera di Roma con Il trovatore, nell'anno del cinquantesimo della morte di Puccini ci sarà spazio per numerose produzioni di Tosca, e molto interessanti saranno alcuni concerti per la RAI di Milano e successivamente trasmessi in televisione. Nel 1975 debutta a Catania la Manon Lescaut di Puccini, a Napoli canterà del compositore pugliese Dino Milella l'opera Una storia d'altri tempi e a Barcellona, a dicembre, è il protagonista con grande successo assieme a Leyla Gencer e Vincente Sardinero di Poliuto di Donizetti, opera che veniva riproposta per la sola terza volta dal dopo guerra, in precedenza la cantò Giacomo Lauri-Volpi a Caracalla nel 1955 e Franco Corelli alla Scala di Milano nel 1960,  subito dopo nel circuito emiliano con la Wally ancora con Raina Kabaivanska.
Nel gennaio del 1976 a Catania, Amedeo Zambon debutta con successo nel ruolo di Arrigo de I vespri siciliani, seguono numerose recite di varie opera a Vienna e una Turandot prima a Napoli con Birgit Nillsson e poi a Torino con Danica Mastilovic, in questo stesso anno sono da segnalare tra le molte recite e produzioni una Cavalleria rusticana e Pagliacci nella stessa serata a Lecce, una Carmen al teatro Metastasio di Prato con Carmen Gonzales e Manon Lescaut a Sassari con Radmila Bakocevic.
Il 1977 è un altro anno ricco di importanti impegni, si comincia al San Carlo di Napoli con Cavalleria rusticana con Fiorenza Cossotto, Trovatore nel circuito emiliano tra cui Parma, Turandot in diverse città e Andrea Chenier a Houston (USA) e Catania, un'ottima Turandot a Trieste e Fanciulla del west a Vienna.
Nel 1978 c'è il debutto al Metropolitan di New York con Trovatore, successivo Andrea Chenier al Liceo di Barcellona, debutto del Tabarro di Puccini a Lisbona, tra le tante c'è da ricordare i Vespri siciliani ad Atene al Odeon of Herodes Atticus e il Trovatore alla Scala in occasione del bicentenario del teatro milanese, e successive produzioni di Carmen a Novara e Cagliari avendo come partner Franca Mattiucci e Enzo Sordello, e Maria Luisa Nave e Giulio Fioravanti.
Nel 1979 a Trieste è il protagonista di un'opera dimenticata del compositore istriano Antonio Smareglia, Abisso opera in tre atti su libretto di Silvio Benco con Rita Orlandi Malaspina, Ileana Meriggioli e Aldo Protti e la direzione di Gianfranco Masini, a maggio sarà nel cast di una prima mondiale La caccia al lupo del compositore molisano Aladino Di Martino al San Carlo di Napoli, poi una Turandot a Bregenz sulle rive del lago di Costanza (Austria), sarà la prima opera italiana data su questo magnifico e naturale sfondo scenografico, seguirà una bellissima edizione di Manon Lescaut al Del Giglio di Lucca con Mara Zampieri e un Trovatore a Gand in Belgio.
Il 1980 è protagonista di una strepitosa Turandot al teatro Petruzzelli di Bari e poi successivamente al comunale di Bologna e a fine anno arriva anche il debutto ne La forza del destino a Gand in Belgio.
Nel 1981 La campana sommersa di Ottorino Respighi a Trieste per un importante recupero di questa difficile e faticosa opera con a fianco una brava Fiorella Pediconi, seguiranno Manon Lescaut a Liegi e a Monaco di Baviera, nel mezzo un fugace ritorno alla Fenice di Venezia con La Fanciulla del west,  a settembre per il George Enescu festival a Bucarest assieme a Ghena Dimitrova e Nicolai Herlea è interprete di Tosca, a terminare l'anno ancora con Forza del destino a Rovigo e Treviso.
Nel 1982 a febbraio a Las Palmas de Gran Canaria in Turandot con Montserrat Caballé, a seguire numerose recite di Norma nel circuito emiliano con Adelaida Negri,  debuttò in Samson et Dalila a Liegi e Pagliacci a Parigi Palais Garnier con Catherine Malfitano, di nuovo Norma a Rovigo e Treviso.
Il 1983 vede tra le diverse recite un'importante Norma a Bonn, Aida alla Rocca Brancaleone di Ravenna e a fine anno Andrea Chenier alla Staatsoper di Vienna.
Nel 1984 un'edizione di Pagliacci a Liegi trasmessa dalla TV belga, e l'anno successivo sempre a Liegi Turandot con Galina Savova, Andrea Chenier a Bonn e Treviso, ma ci sarà il debutto a Berna con Otello che poi avrà modo di cantare in molti importanti teatri europei, tranne che in Italia, tra le diverse città Stoccarda Anversa, Londra, Parigi e Città del Capo, in questi ultimi anni di carriera ci sarà spazio per altri interessanti appuntamenti tra cui Aida a Malta ed Enna (Castello di Lombardia), Pagliacci al teatro Romano di Benevento, l'ultimo titolo operistico debuttato con Fedora di Umberto Giordano a Chieti, Pescara e Barletta, poi in Giappone a Osaka con recite di Pagliacci e Cavalleria Rusticana, chiudera la carriera con Pagliacci al Théâtre des Champs-Elisées di Parigi.
Amedeo Zambon muore nella sua casa di Milano per un fulminante infarto che non gli lascia scampo il lunedì del 28 febbraio 2000.